# Delkasko
Delkasko är en försäkringsterm inom fordonsförsäkringar. I en halvförsäkring ingår förutom den obligatoriska trafikförsäkringen även delkasko, vilket åsyftar försäkring för stöldskada, brandskada, glasskada, maskinskada, räddning och rättsskydd.
Ordet delkasko kommer från spanskans casco, som betyder "skeppsskrov".

## Källhänvisningar
1. ↑  ”Halvförsäkring”. If Skadeförsäkring. https://www.if.se/privat/forsakringar/bilforsakring/hur-ar-bilen-forsakrad/halvforsakring. Läst 14 mars 2018.
2. ↑  ”kaskoförsäkring”. Nationalencyklopedin. https://www.ne.se/uppslagsverk/encyklopedi/l%C3%A5ng/kaskof%C3%B6rs%C3%A4kring. Läst 14 mars 2018.